# О тринадцятій годині ночі
«У тринадцятій годині ночі» — радянський музичний телефільм, новорічна вистава, знята режисером Ларисою Шепітько в 1969 році. У картині ігрові епізоди поєднуються з танцювальними та пісенними номерами у виконанні популярних артистів кінця 1960-х років.

## Сюжет
У новорічну ніч в лісовій хатинці на курячих ніжках зібралася нечисть під проводом Баби-Яги — Водяний, Лісовик, Домовик, Стодольник, Русалка і Анчутка чекають для зустрічі Нового 1970 року «високого закордонного гостя». Гість прибуває, ним виявляється маленький гномик в червоному костюмі, що говорить іноземною мовою (в ролі перекладачки виступає Русалка). Герої сідають за святковий стіл, співають і танцюють, але найбільше їх приваблює перегляд розважальної передачі по Центральному телебаченню. Нарешті вся компанія чарівним чином переміщується в телестудію, де швидко наводить свої порядки. Ігрові епізоди у фільмі чергуються з виступами відомих артистів тієї епохи — польського ансамблю «Червоні гітари», пародиста Віктора Чистякова, виконавця циганських романсів Валентини Баглаєнко, співачки Ірми Сохадзе, фокусника Арутюна Акопяна, танцювальних ансамблів й інших.

## У ролях
- Зиновій Гердт — Баба-Яга
- Анатолій Папанов — Стодольник
- Георгій Віцин — Водяний
- Віктор Байков — Домовик
- Наталія Дрожжина — Русалка
- В'ячеслав Царьов — Анчутка Безпятий
- Спартак Мішулін — Лісовик
- Андрій Макаренко — Гном Урю
- Віталій Білецький — балалаєчник
- Віктор Чистяков — пародист
- Валентин Баглаєнко — співак
- Арутюн Акопян — фокусник
- Майя Розова — співачка
- Ірма Сохадзе — співачка
- Л. Реутова — епізод
- Ігор Махаєв — епізод
- Московський «Балет на льоду»
- Академічний Великий театр
- Театр «Ромен»
- Ленінградський мюзик-хол
- Московський театр оперети
- Циркове училище
- Квартет «Червоні гітари» (Польща)
- Володимир Басов — режисер в студії
- Світлана Котікова — асистент режисера Тамара
- Олександр Ширвіндт — помічник режисера в студії
- Володимир Долинський — телеоператор Петя
- Віктор Балашов — ведучий в телевізорі
- Анатолій Сілін — ведучий в телевізорі
- Ада Шереметьєва — ведуча в телевізорі

## Знімальна група
- Сценарій —  Семен Лунгін,  Ілля Нусінов
- Постановка —  Лариса Шепітько
- Оператор —  Павло Лебешев
- Художники —  Олександр Бойм, М. Карякін
- Композитор —  Роман Леденьов
- «Пісня Русалки» — текст  Геннадій Шпаліков, співає Ірма Сохадзе
- Звукорежисер — В. Русаков
- Режисери —  Володимир Златоустовський, В. Ковальова-Рисс
- Грим — В. Штракін, О. Захарова
- Редактор — В. Шитова
- Монтаж — А. Соболєва
- Світло — М. Биканов
- Асистент режисера — В. Чернишова
- Асистенти оператора — Ю. Серебряков, Б. Альошкін
- Директор картини — Г. Гавендо